# Europastraße 442
Die Europastraße 442 (kurz E 442) führt über ca. 560 km durch Tschechien und die Slowakei von Karlovy Vary nach Žilina. Die Europastraße folgt weitgehend der Nordgrenze Tschechiens, zu der sie im Abstand von 30 bis 100 km parallel entlangführt.

## Verlauf
Die Straße führt über Chomutov, Teplice, Ústí nad Labem (Kreuzung der Europastraße 55), Děčín und Liberec nach Turnov, wo sie die Europastraße 65 kreuzt und ca. 1,5 km auf gleicher Trasse verläuft. Die Europastraße verläuft weiter über Jičín und Hradec Králové nach Olomouc. Von Olomouc bis Lipník nad Bečvou verläuft die E 442 auf der gleichen Trasse wie die Europastraße 462. Über Valašské Meziříčí und Rožnov pod Radhoštěm führt die Straße in westlicher Richtung bis zur Staatsgrenze zur Slowakei. Kurz vor Makov wird die Grenze überschritten. Die Straße knickt nach Süden ab und führt über Bytča nach Žilina. Zwischen Bytča und Žilina verläuft die E 442 mit der Europastraße 50 und Europastraße 75 auf identischer Trasse.
Auf mehreren Teilabschnitten ist die E 442 autobahnähnlich ausgebaut, so ca. 10 km vor Ústí nad Labem, 22 km zwischen Liberec und Turnov, von Mohelnice über Olomouc bis Lipník nad Bečvou (56 km) sowie die 11 km zwischen Bytča und Žilina.